# Dos viejos
Dos viejos, Dos frailes o Un viejo y un fraile es una de las Pinturas negras que formaron parte de la decoración de los muros de la casa —llamada la Quinta del Sordo— que Francisco de Goya adquirió en 1819. La obra ocupaba un lugar junto a la puerta de entrada de la planta baja de la casa, situado a la derecha según se entra, enfrentado a la pared donde estuvo el Saturno devorando a su hijo.
La obra, junto con el resto de las Pinturas negras, fue trasladada de revoco a lienzo, a partir de 1874, por Salvador Martínez Cubells, por encargo del barón Émile d’Erlanger, un banquero francés, que tenía intención de mostrarlas en la Exposición Universal de París de 1878. Pero las obras no atrajeron compradores y él mismo las donó, en 1881, al Museo del Prado, donde actualmente se exponen.

## Análisis

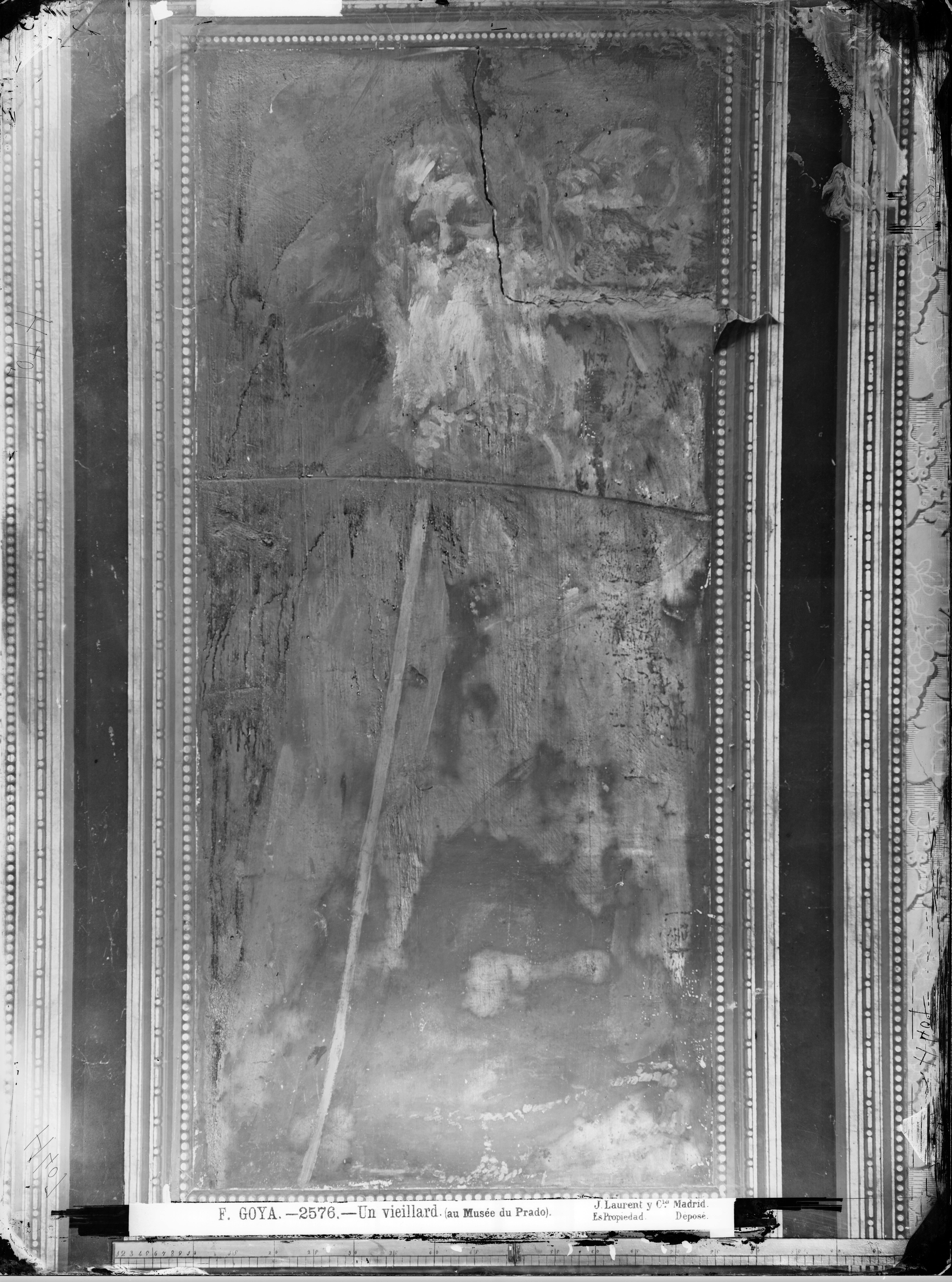
Dos viejos, en una pared de la planta baja de la Quinta de Goya. Fotografía de Laurent, año 1874. Fototeca del IPCE. Positivo digital.

En el cuadro aparecen dos ancianos personajes vestidos con hábito de fraile. El situado en primer término tiene una gran barba cana, es alto y se apoya en un bastón. Desde el punto de vista iconográfico se relaciona con el dios Tiempo y podría simbolizar la vejez. El que está a su espalda está fuertemente caricaturizado. Su rostro es de aspecto cadavérico o animal y parece gritarle al oído a su compañero, lo que podría ser una alusión a la sordera de Goya.
Es notable la diferencia en el tratamiento de las dos figuras. El anciano de la barba se muestra tranquilo y digno. Su expresión es algo triste, pero serena. Se apoya en el cayado, pero no por debilidad, pues mantiene fuerza y prestancia. Sus ropas y su figura recuerdan a los eremitas o a los filósofos de Velázquez, Esopo y  Menipo, que fueron objeto de copia por parte del aragonés. El otro personaje contrasta vivamente con él: de rostro monstruoso, está representado con los rasgos que Goya utilizaba para los frailes satíricos de sus Caprichos y Disparates.
Como en todas las Pinturas negras, la gama cromática se reduce a ocres, tierras, grises y negros. El cuadro es un exponente de las características que el siglo XX ha considerado como precursoras del expresionismo pictórico.